# 太田村 (茨城県稲敷郡)
太田村（おおたむら）は茨城県稲敷郡にかつて存在した村である。

## 地理
- 現在の稲敷市の南部、旧新利根町の東部に位置する。
- 村域は台地と平地が入り組む谷戸が多い地形になっている。
- 村は霞ヶ浦の支流小野川の南岸に位置する。
- 村内には新利根川が流れる。

## 歴史

### 村域の変遷
- 1889年（明治22年）4月1日 - 町村制施行により、寺内村・小野村・下太田村・堀川村が合併し河内郡太田村が発足。
- 1896年（明治29年）4月1日 - 河内郡は信太郡と合併し稲敷郡が発足。同郡の所属となる。
- 1955年（昭和30年）4月1日 - 根本村・柴崎村と合併して新利根村となり消滅。

変遷表
| 1868年 以前 | 1868年 以前 | 1868年 以前 | 明治元年 頃 | 明治22年 4月1日 | 明治29年 4月1日 | 明治29年 4月1日 | 昭和30年 4月1日 | 平成8年 6月1日 | [平成17年 3月22日 | 現在   |
| ----------- | ----------- | ----------- | ----------- | --------------- | --------------- | --------------- | --------------- | -------------- | ----------------- | ------ |
| 河内郡      |             | 寺内村      | 寺内村      | 太田村          | 稲敷郡 発足     | 太田村          | 新利根村        | 町制 新利根町  | 稲敷市            | 稲敷市 |
| 河内郡      | 小野村      | 寺内村      |             | 太田村          | 稲敷郡 発足     | 太田村          | 新利根村        | 町制 新利根町  | 稲敷市            | 稲敷市 |
| 河内郡      | 下太田村    |             |             | 太田村          | 稲敷郡 発足     | 太田村          | 新利根村        | 町制 新利根町  | 稲敷市            | 稲敷市 |
| 河内郡      | 堀川村      |             |             | 太田村          | 稲敷郡 発足     | 太田村          | 新利根村        | 町制 新利根町  | 稲敷市            | 稲敷市 |

## 人口・世帯

### 人口
総数 [単位： 人]
| 1891年（明治24年） | 2,384 |
| 1920年（大正 9年） | 1,686 |
| 1924年（大正13年） | 1,845 |
| 1935年（昭和10年） | 1,765 |
| 1950年（昭和25年） | 2,015 |

### 世帯
総数 [単位： 世帯]
| 1920年（大正 9年） | 311 |
| 1924年（大正13年） | 308 |
| 1935年（昭和10年） | 327 |
| 1950年（昭和25年） | 395 |